# Глобальна інформаційна інфраструктура
Глобáльна інформац́ійна інфраструкт́ура (ГІІ, Global information infrastructure, GII) - Якісно нове інформаційне утворення, формування якого започаткувала в 1995 році група розвинених держав світового співтовариства. Згідно з їхньою задумкою, ГІІ являтиме собою інтегровану загальносвітову інформаційну мережу масового обслуговування населення нашої планети на основі інтеграції глобальних і регіональних інформаційно-комунікаційних систем, а також систем цифрового телебачення і радіомовлення, супутникових систем і пересувного зв’язку. 
Базові технології ГІІ включають:
- комп'ютерну (реалізована сьогодні у вигляді Інтернет);
- телекомунікаційну;
- побутових електронних приладів (consumer electronics);
- інформаційних застосунків або сервісів, що звуться також індустрією змісту чи застосунків (content or application industry).